# Sender Kvitsøy
Der Radiosender Kvitsøy des norwegischen Rundfunks war eine Sendeanlage auf der Insel Kvitsøy für die Mittelwellenfrequenz 1.314 kHz mit 1.200 Kilowatt. Die Anlage wurde in den Jahren 1981 und 1982 errichtet. Der Turm ist eine 117,5 Meter hohe, geerdete Stahlfachwerkkonstruktion, die an Auslegern an der Spitze und der Turmmitte in 67,5 Metern Höhe Seile für eine Reusenantenne für Mittelwelle trägt. Die an den unteren Auslegern aufgehängten Antennenseile sind an Ankerkonstruktionen am Erdboden befestigt.

## Geschichte
Die Kurzwellenanlage löste Zug um Zug die Sendeanlage in Fredrikstad ab und wurde zum Ende der 1980er Jahre um eine zusätzliche Senderanlage in der Kommune Sveio nördlich von Haugesund ergänzt.
Am 30. Juni 2006 wurde der Mittelwellensender ersatzlos abgeschaltet. Er übertrug ein Mischprogramm der ersten beiden Radioprogramme des norwegischen Rundfunks sowie regelmäßige Seewetterberichte. Der Sender erreichte aufgrund seines günstigen Standorts vor allem nachts große Teile von Europa mit hoher Signalstärke.
Bis 30. November 2011 war auf der Insel nur noch ein Kurzwellensender für den rumänischen Auslandsdienst Radio Romania International und für den Auslandsdienst des Polnischen Rundfunks in Betrieb. Gesendet wurde im digitalen Modus DRM.
Am 30. Mai 2012 wurde der 125 Meter hohe Kurzwellensendemast gesprengt, einige Tage später auch die Mittelwellensendeanlage für die Frequenz 1.314 kHz.